# Nova Kovalivka
Nueva Kovalivka  (ucraniano: Нова Ковалівка) es una localidad del Raión de Odesa en el Óblast de Odesa de Ucrania. Según el censo de 2001, tiene una población de 286 habitantes.